# Колядницькі пісні
 Шо з Києва та й до Русалима. Колядницькі пісні — студійний альбом українського етно-колективу Божичі.

## Перелік пісень
1. Ой, дай, Боже, вечір добрий (колядка)
2. У городі Віфліємі случилася новина (колядка)
3. Слава й Отцу і Сину ("славлять Христа")
4. На Йорданській річці (колядка)
5. Ой, ходіть-паходіть мєсєц па нєбу (колядка)
6. Рожество твоє, Христє Боже наш (до "Звєзди")
7. Дєва днєсь (до "Звєзди")
8. Младенець-первенець (до "Звєзди")
9. В обрішнє літо начинає (колядка)
10. Шо йу мамочки одна дочечка (колядка дівчині)
11. Ой, по горі-горі ("дядьківська" колядка)
12. Шо в пана хазяїна да на його дворі (щедрівка "березою")
13. У полі-полі сам плужок ходить ("засівають")
14. Шо в цім двірку як у вінку (щедрівка господарям)
15. Ого-го, коза, ого-го, сіра ("Коза")
16. Сів Сус Христос да вечеряти (щедрівка)
17. У полі, в полі військо стояло (колядка хлопцю)
18. Шо за гаєм-гаєм, гаєм зелененьким (щедрівка хлопцю)
19. Шо з Києва та й до Русалима (колядка)